# Пономаренко Сергій Анатолійович (письменник)
Сергій Анатолійович Пономаренко (нар. 18 березня 1955) — український письменник, автор романів, повістей та оповідань у жанрі «містичного детективу».

## Біографія
Сергій Пономаренко народився в місті Магнітогорськ. Через деякий час батьки вирішують переїхати жити до Києва, де і облаштовувалися. У шкільні роки Сергій активно відвідував різноманітні гуртки, серед яких був музичний клас, художня студія і дуже багато спортивних секцій, де він навчався боксу, водному поло і боротьбі. Коли Сергію виповнилося десять років, він написав свій перший літературний твір в жанрі фантастики. Письменницький дебют автора зайняв цілий шкільний зошит.
У 1973 році Сергій на два роки йде в армію. Після він вступає на факультет філософії в Київський університет ім. Т. Г. Шевченка. Період з 1980-х по 2000-і роки в його житті дуже насичений. Сергій одружується, ростить сина і будує успішну кар'єру, від директора власної фірми до кризового директора на виробництві. Він постійно перебуває у відрядженнях і захоплено займається східними єдиноборствами.
Але навіть у такому інтенсивному ритмі життя Сергій не забував писати, хоча до великих романів справа не доходила. В кінці дев'яностих його оповідання стали публікувати в газетах, але здебільшого він діставав відмови. У 2001 році він пише повість «Сьома свіча», на яку звертає увагу «Клуб Сімейного Дозвілля». Єдина проблема — для самостійного твору, який можна випустити окремою книжкою, повість надто мала. Сергій береться розширити цю історію і вже через рік після публікації книга розходиться тридцятитисячним тиражем. З цього моменту почалася його літературна кар'єра. На рахунку Сергія Пономаренка десяток книг, серед яких: «Психостриптиз», «Санітар моргу, або Місячне затемнення в зимовому саду» і інші.

## Нагороди
- 2002 — диплом книжкового ярмарку «Світ книги-2002» (Харків) у номінації «Книжка року; інтелектуальний детектив» за роман «Психостриптиз»
- 2011 — премія Національної Спілки письменників України ім. В.Короленка за роман «Відьмин подарунок»
- 2015 — медаль «Почесна відзнака» Національного Союзу України «за особисті досягнення у літературній творчості, за вагомий внесок у відродження духовності та культури українського народу».
- 2016 — літературна відзнака «Золотий письменник України».

## Твори
- «Лиса гора»;
- «Сьома свічка»;
- «Психостриптиз»;
- «Змія у траві»;
- «Санітар моргу, або Місячне затемнення в зимовому саду»;
- «Я буду любити тебе вічно»;
- «Лик Діви»;
- «Час Самайна»;
- «Відьмин пасьянс»;
- «Місія Діви»;
- «Касандра»;
- «Прокляття рукопису»
- «Відьмин подарунок»
- «Прокляття скіфів»
- «Знак відьми»;
- «Колдовській круг»;
- «Відьмина охота»;
- «Тенета бажань»;
- "Тюремний лікар";
- «Темний ритуал»;
- «Прокляття рукопису»;
- «Ключ до безсмертя»;
- «Пастка Вовчого замку»;
- «Формула безсмертя»;
- «Дзеркало з минулого»;
- "Ларисса.Привиди минулого";
- «Вурдалак»;
- «Ляльковий будинок»;
- «Роковий дзвін»;
- «Чартер зі смертю»;
- «Зниклі. Таємниця гори»;
- «Чорне весілля»;
- «Оманливе коло»;